# Nannochloropsis salina
Nannochloropsis salina è una microalga, appartenente alla famiglia delle Eustigmataceae, studiata ed utilizzata per la produzione di biodiesel per la sua rapidità di crescita e l'alto contenuto di lipidi. Viene utilizzata anche in acquacoltura per i suoi ottimi valori nutrizionali. È un'alga verde scuro con una spessa parete cellulare.